# Bonanza (Nicaragua)
Pour les articles homonymes, voir Bonanza (homonymie).
Bonanza est une municipalité nicaraguayenne de la région autonome de la Côte caraïbe nord.

## Géographie

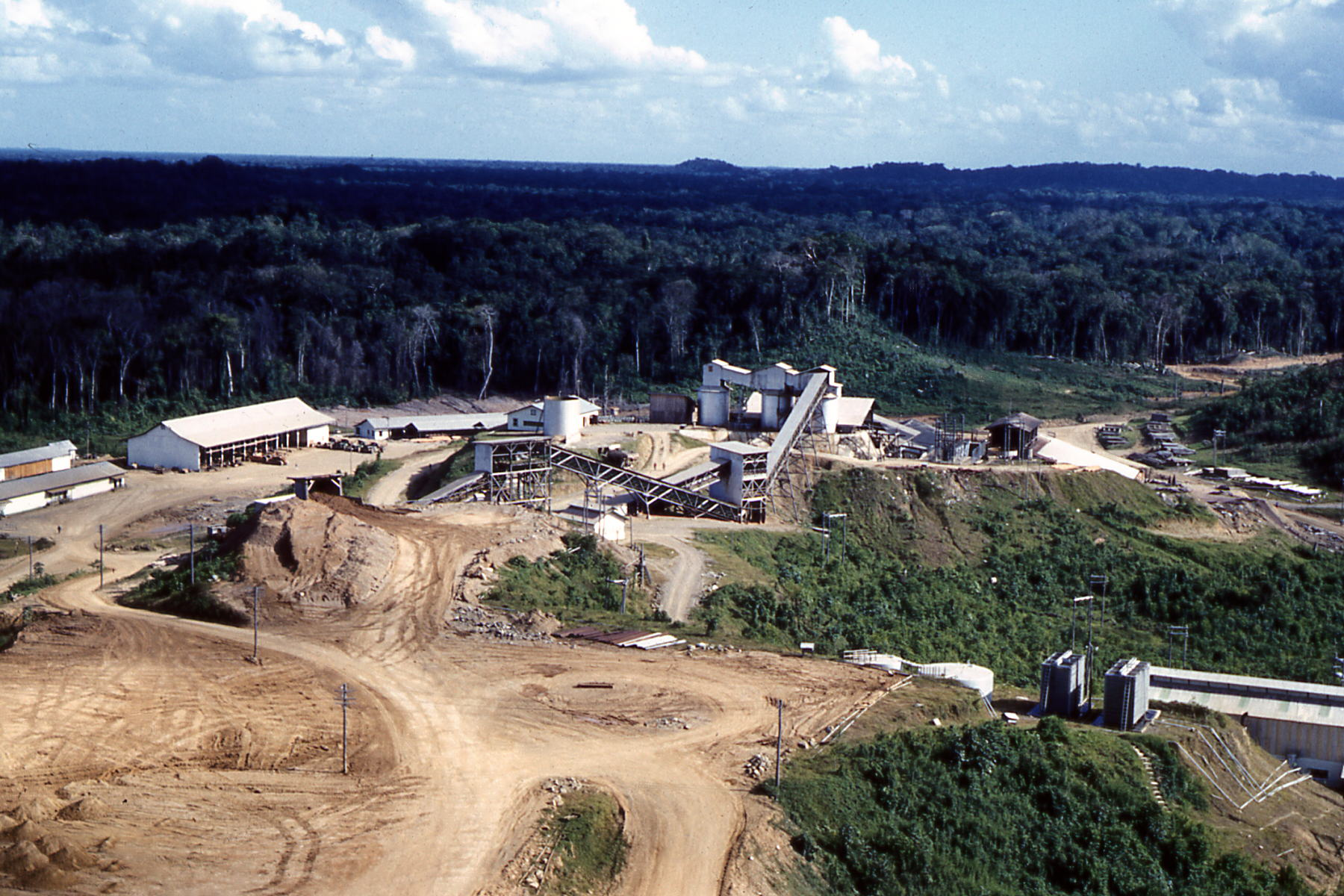
Mine Bonanza et Rosita et complexe urbain à la fin des années 1950

|        | Waspán  |        |
| El Cuá | Bonanza | Rosita |
|        | Siuna   |        |

## Histoire
Bonanza est fondée le 6 octobre 1989

## Urbanisme
Bonanza possède un aéroport (code AITA : BZA).

## Jumelages
La commune de Bonanza est jumelée avec la commune suédoise de Piteå.